# Conophytum saxetanum
Conophytum saxetanum es una especie de planta suculenta perteneciente a la familia de las aizoáceas.  Es originaria de Sudáfrica.

## Descripción
Es una pequeña planta suculenta perennifolia de pequeño tamaño que alcanza los 4 cm de altura a una altitud de 20 - 1125    metros en Sudáfrica y Namibia.
Está formada por pequeños cuerpos carnosos que forman grupos compactos de hojas casi esféricas, soldadas hasta el punto de que sólo una muy pequeña diferencia separan a las dos hojas. En la naturaleza, los grupos de hojas se esconden entre las rocas y en las grietas, que retienen depósitos apreciable de arcilla y arena.

## Taxonomía
Conophytum saxetanum fue descrita por (Haw.)  N.E.Br. y publicado en Gard. Chron. 1922, Ser. III. lxxi. 231.
Etimología
Conophytum: nombre genérico que deriva de las palabras griegas: κωνος (cono) = "cono" y φυτόν (phyton) = "planta".
saxetanum: epíteto latino 
Sinonimia
- Mesembryanthemum saxetanum N.E.Br. (1920)
- Conophytum exiguum N.E.Br. (1931)
- Conophytum graessneri Tischer (1930)
- Conophytum misellum N.E.Br. (1927)
- Conophytum vescum N.E.Br. (1931)
- Conophytum namibense N.E.Br. (1933)[2][3]